# Emma Navarro
Emma Navarro (nascida em 18 de maio de 2001) é uma tenista profissional americana. 
Navarro tem a melhor classificação de simples de sua carreira pela WTA de nº 8, alcançada em 9 de setembro de 2024. Ela também tem a melhor classificação de duplas de sua carreira de nº 318 mundial, alcançada em 2 de agosto de 2021.

## Carreira profissional

### 2019: Estreia no WTA Tour
Em 2019, Navarro foi vice-campeã do Australian Open júnior em dupla com Chloe Beck [en], e na Europa, elas venceram o Aberto da França júnior.
Navarro fez sua estreia na chave principal do de um torneiodo WTA Tour no Charleston Open também em 2019, depois de receber um "wild card" para os eventos de simples e duplas.

### 2020-2022: Melhor recruta universitária, campeã da NCAA, estreia em Major
Ela foi classificada como a melhor revelação de tênis do país e se comprometeu com a Universidade da Virgínia no semestre do outono de 2020. Navarro ganhou o título de simples feminino da Divisão 1 da NCAA em 28 de maio de 2021 como caloura. Com esta vitória, ela ganhou um "wild card" para a chave principal do US Open de 2021, onde fez sua estreia no Grand Slam.

### 2023: estreia no Aberto da França, primeira semifinal do WTA Tour, Top 40
Em sua estreia no Aberto da França de 2023 como "wild card", ela chegou à segunda rodada derrotando a "lucky loser" Erika Andreeva em sua primeira vitória no Major.
Ela alcançou uma semifinal de nível WTA Tour pela primeira vez em sua carreira no Bad Homburg Open de 2023 como reserva, derrotando Alizé Cornet e Rebeka Masarova [en] por desistência.
Navarro alcançou o top 50 no 49º lugar do mundo, após uma participação na primeira rodada no US Open de 2023 e outra semifinal no San Diego Open, em 18 de setembro de 2023. Ela se tornou a terceira americana a quebrar o Top 50 em 2023, juntando-se a  Alycia Parks e Peyton Stearns. Em novembro ela chegou à semifinal do Down Tennis Classic, a qual perdeu para Jana Fett em jogo de três sets.

### 2024: Top 30, primeiro título WTA
Navarro começou o ano participando do ASB Classic no qual chegou à semifinal que perdeu para a defensora do título, Coco Gauff em sets diretos. Seu próximo compromisso foi o Hobart International no qual, como "cabeça de chave" N° 2, venceu Clara Burel na primeira rodada em jogo de três sets, Magdalena Fręch na segunda em sets diretos,  Viktoriya Tomova nas quartas de final, de virada, em jogo de três sets e  Yuan Yue na semifinal em sets diretos. No jogo decisivo, venceu Elise Mertens que defendia o título pela terceira vez, em jogo de três sets, chegando ao seu primeiro título do WTA Tour. Depois disso, partiu para o Australian Open, no qual venceu Wang Xiyu na primeira rodada, Elisabetta Cocciaretto na segunda e perdeu para a vinda da qualificatória, Dayana Yastremska na terceira, todos jogos de três sets. No giro do Oriente Médio, em Doha, Navarro venceu Jasmine Paolini e Elise Mertens em sets diretos chegando às oitavas de final, onde perdeu para a cabeça de chave N° 3 Elena Rybakina em jogo de três sets. Já e em Dubai, venceu Katerina Siniakova na primeira rodada em jogo de três sets e perdeu para a cabeça de chave N° 8 Maria Sakkari na segunda em sets diretos. No giro americano, em San Diego, ela chegou às semifinais onde perdeu para a eventual campeã Katie Boulter em sets diretos. Em Indian Wells, ela chegou às quartas de final onde perdeu para a cabeça de chave N° 9 Maria Sakkari, sendo todos os seus jogos nesse torneio  decididos em três sets. No Miami Open, chegou às oitavas de final onde perdeu para a cabeça de chave N° 5 Jessica Pegula em sets diretos.
Navarro iniciou a temporada em quadras de saibro no Charleston Open, no qual venceu seu jogo de estreia contra Katie Volynets em set diretos e perdeu na rodada seguinte para Jaqueline Cristian em jogo de três sets. No Aberto de Madri, ela venceu seu jogo de estreia contra Nadia Podoroska em sets diretos, e na rodada seguinte, perdeu para Beatriz Haddad Maia, também em sets diretos. Seu compromisso seguinte foi no Catalonia Open no qual, como cabeça de chave N° 1, derrotou as compatriotas Bernarda Pera em três sets e Elizabeth Mandlik em sets diretos, chegou às quartas de final, contra Mayar Sherif, no entanto foi obrigada a desistir da partida contra a eventual vice-campeã por contusão. No Aberto de Roma, ela perdeu seu jogo de estreia para Paula Badosa, de virada, em jogo de três sets. Em seu próximo compromisso, o Trophée Clarins, como cabeça de chave N° 1, ela chegou ao vice-campeonato perdendo para a cabeça de chave N° 6, Diana Shnaider, na partida final em jogo de três sets. Em seguida, no Internationaux de Strasbourg, passou pela "wild card" local, Alizé Cornet, na primeira rodada em sets diretos, mas perdeu para a cabeça de chave N° 2, Beatriz Haddad Maia, na segunda, também em sets diretos. Já no Aberto da França, como cabeça de chave N° 22, venceu a vinda da qualificatória Zeynep Sönmez [en], na primeira rodada em sets diretos, venceu outra vinda da qualificatória, Sara Errani, na segunda, também em sets diretos, venceu a cabeça de chave N° 14 e compatriota Madison Keys, na terceira, mais uma vez em sets diretos, chegando às oitavas de final, onde perdeu para a cabeça de chave N° 2, Aryna Sabalenka, novamente em sets diretos.
Navarro começou a temporada em quadras de grama pelo Berlim Ladies Open, no qual perdeu para a vinda da qualificatória, Katerina Siniakova, na primeira rodada em sets diretos. Em seguida, ela participou do Bad Homburg Open, no qual, cabeça de chave N° 3, passou pela vinda da qualificatória, Jaqueline Cristian na primeira rodada em sets diretos, pela compatriota, Peyton Stearns na segunda, também em sets diretos, e pela "wild card" Caroline Wozniacki nas quartas de final em jogo que a adversária teve que abandonar no terceiro set por contusão. Na sua semifinal, enfrentou a eventual campeã, Diana Shnaider, jogo que perdeu em três sets. Em Wimbledon, chegou até às quartas de final onde perdeu para a eventual finalista Jasmine Paolini em sets diretos.
De volta às quadras de saibro, Navarro participou da Olimpíada de Paris, onde na chave de simples, ficou nas oitavas de final, jogo que perdeu para a eventual medalhista de ouro, Zheng Qinwen.
Retornando às quadras duras na América do norte, Navarro participou do Aberto do Canadá, no qual, como cabeça de chave N° 8, passou por Magda Linette, pela cabeça de chave N° 11, Marta Kostyuk e pela "lucky loser" da qualificatória, Taylor Townsend nas quartas de final, mas perdeu para Amanda Anisimova, na sua semifinal.

## Vida pessoal
Navarro é filha do empresário bilionário Ben Navarro [en] e neta do ex-jogador e técnico de futebol americano Frank Navarro [en]. Ela é descendente de italianos.